# جمعية كشافة ماليزيا

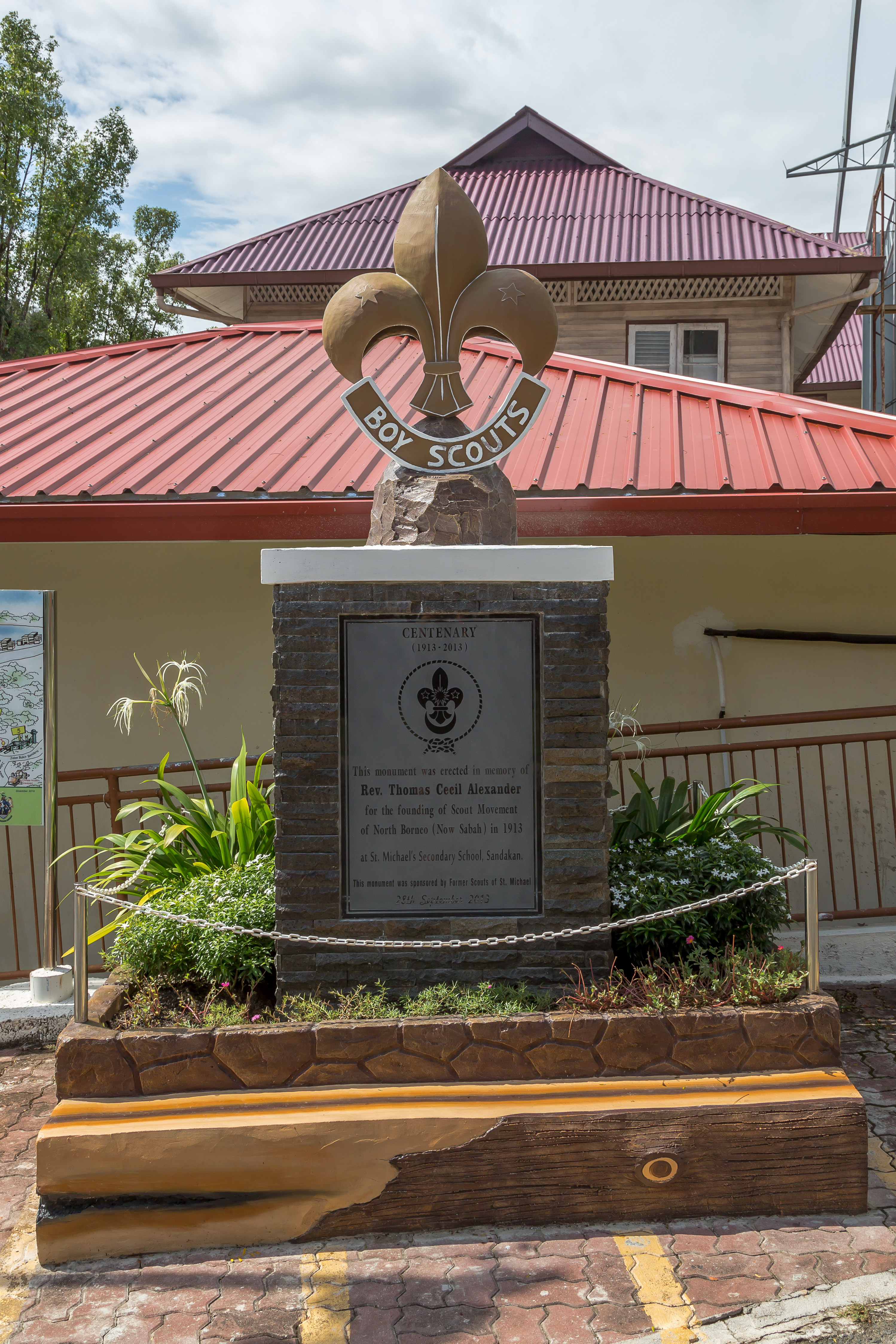
Sالنصب المئوي للحركة الكشفية تخليدًا لذكرى القس توماس سيسيل ألكسندر في سانداكان بصباح.

جمعية كشافة ماليزيا  هي أكبر منظمة شبابية في ماليزيا تأسست رسمياً عام 1957 وتعتير عضو في المنظمة العالمية للحركة الكشفية وبلغ عدد أعضاء الجمعية اعتبارا من عام 2011 حوالي 48,394 عضو 